# Predikant
Predikant är någon som predikar, förkunnar, söker övertyga eller utövar predikande verksamhet.

## Kristet bruk
Benämningen avser vanligtvis den som vid ett enskilt tillfälle skall stå för predikan, och kan då gälla såväl en präst eller pastor som en lekman. 
Den kan också användas om någon som:
- Vid återkommande tillfällen predikar, en präst/pastor, för att antyda att detta är personens huvudsakliga uppgift
- Brukar predika utan att vara präst eller pastor.

Begreppet predikant används om:
- De kristna evangelisterna, predikanterna Matteus, Markus, Lukas och Johannes, vilka alla fyra enligt kristen tradition skall ha nedtecknat Nya Testamentets fyra första böcker och förkunnat evangeliet budskapet om Jesus.
- Dem som därefter predikar detta evangelium kallas evangelister och predikanter, initialt kristendomens apostlar såsom Petrus och Paulus och alla efter dem.
  - Därmed ser sig den traditionella Kyrkans företrädare vara predikanter, vid sidan av de mer formella tjänstebeteckningarna som pastor som relaterar sig till formell teologisk utbildning liksom formerna för ordination.
    - I Svenska kyrkan används numera vanligen de formella tjänstetitlarna såsom Kyrkoherde vanligen istället för begreppen pastor och predikant

  - Framväxten av Frikyrkorörelsen gjorde att deras företrädare benämndes predikanter, då de saknat formell teologisk utbildning liksom formerna för ordination, till skillnad från den traditionella Kyrkans pastorer. 
    - Predikant har sedan mitten av 1800-talet varit en yrkestitel för anställda män med huvuduppgift att predika, inom lågkyrkliga rörelser (till exempel Evangelisk Luthersk Mission – Bibeltrogna Vänner och Evangeliska fosterlandsstiftelsen).
    - Men allt eftersom Frikyrkorörelsen organiserat sig bättre och fått utbildningar som de anser motsvarar formell teologisk utbildning liksom formerna för ordination benämner sig också dessa som pastor istället för predikanter. Benämns då vanligen externt som frikyrkopastor.

## Annat bruk
Begreppet predikant används även allmänt för dem som väldigt engagerat söker övertyga om ett budskap eller en sak, även i helt oreligiösa sammanhang. 
Det används därför även för dem som predikar för andra religioner än det kristna evangeliet, även om begreppet inte används av den religion som åsyftas. 
Inom islam är det en imam som står för predikan i en moské vid fredagens obligatoriska samlingsbön.